# Světlá Hora (stacja kolejowa)
Světlá Hora – stacja kolejowa w Světlej Horze, w kraju morawsko-śląskim, w Czechach. Stacja znajduje się na wysokości 605 m n.p.m. i leży na linii kolejowej nr 312.